# Diane Keaton
Diane Keaton, nome artístico de Diane Hall (Santa Ana, 5 de janeiro de 1946) é uma atriz, produtora e diretora estadunidense. Ela já recebeu um Oscar, um BAFTA e dois Globos de Ouro.
Keaton começou sua carreira no teatro e fez sua estreia no cinema como figurante em As Mil Faces do Amor (1970). Ela ganhou destaque por seu papel como Kay Adams-Corleone em O Poderoso Chefão (1972), papel que ela reprisou nas sequências O Poderoso Chefão Parte II (1974) e O Poderoso Chefão Parte III (1990). Os filmes que mais moldaram sua carreira foram aqueles com o diretor e co-protagonista Woody Allen, começando com Sonhos de um Sedutor (1972). Seus próximos dois filmes com Allen, O Dorminhoco (1973) e A Última Noite de Boris Grushenko (1975), estabeleceram-na como uma atriz cômica. Pela comédia romântica Noivo Neurótico, Noiva Nervosa (1977), ela ganhou o Oscar de melhor atriz.
Keaton também interpretou papeis dramáticos, como em À Procura de Mr. Goodbar (1977) e Interiores (1978), e recebeu mais três indicações ao Oscar por interpretar a ativista feminista Louise Bryant em Reds (1981), uma mulher com leucemia em As Filhas de Marvin (1996) e uma dramaturga em Alguém Tem que Ceder (2003).
Outros filmes populares dela incluem Manhattan (1979), Presente de Grego (1987), Pai da Noiva Parte I (1991) e Parte II (1995), Um Misterioso Assassinato em Manhattan (1993), O Clube das Desquitadas (1996), Tudo em Família (2005), Loucas por Amor, Viciadas em Dinheiro (2008), Uma Manhã Gloriosa (2010), Procurando Dory (2016) e Do Jeito que Elas Querem (2018).

## Biografia
Diane fez o curso de artes dramáticas no Santa Ana College antes de estudar teatro em Nova Iorque. Depois de aparecer em ação no verão durante vários meses, Diane conseguiu entrar para o círculo principal de espetáculos da Broadway, participando do famoso musical de rock Hair (1968). Como atriz substituta, ganhou a atenção sem precisar tirar nenhuma peça de roupa em cena.
Em 1970 Woody Allen a fez aparecer novamente na Broadway, na peça Play It Again, Sam, que teve uma temporada de êxito. Foi nessa época que ela iniciou o duradouro relacionamento amoroso-profissional com Allen e apareceu em vários filmes dele. O primeiro foi a adaptação cinematográfica de Play It Again, Sam (1972). Naquele mesmo ano Francis Ford Coppola a escolheu para o papel de Kay no filme premiado com Oscar, The Godfather (1972), o que a colocou definitivamente a caminho do estrelato. Ela repetiu o papel na sequência, The Godfather: Part II (1974). Com Allen ela estrelou Sleeper (1973) e Love and Death (1975).
Em 1977 Diane mudou de estilo e apareceu num papel dramático no filme Looking for Mr. Goodbar (1977), ganhando uma nomeação ao Globo de Ouro. Era o mesmo ano em que ela teria o seu melhor desempenho nas telas, no papel-título de Annie Hall (1977), escrito por Allen especificamente para ela (marcado com asterisco nos créditos, com o nome real dela Diane Hall e o apelido Annie). Ganhou o Oscar e o prêmio britânico para Melhor Atriz e Allen ganhou o Prémio de Diretor do DGA.
Diane iniciou uma tendência com as roupas unissex usadas por ela, e era a imagem da garota ideal para muitos homens. As manias dela e a fala desajeitada se tornaram quase uma moda entre os americanos. Entretanto, muitos ainda se faziam a pergunta, Se ela seria só uma boa atriz representado a si mesma ou haveria mais profundidade em sua personalidade?. Quando Diane se separou de Allen, ela logo se envolveu com Warren Beatty, aparecendo juntos no filme dirigido por ele chamado Reds (1981). Foi a boêmia jornalista Louise Bryant. Pelo desempenho recebeu nomeações ao Oscar e ao Globo de Ouro. Durante os anos seguintes ela continuou sua carreira de sucesso, sendo indicado ao Oscar em mais três ocasiões.
Diane tentou uma nova virada na carreira ao assumir o papel de uma mulher confusa, um pouco ingênua, que se torna a ferramenta de terroristas do Oriente-Médio em The Little Drummer Girl (filme) (1984). Com a diminuição das ofertas de trabalho para atriz, ela tentou a direção. Dirigiu o documentário Heaven (1987), como também alguns vídeos de música. Para televisão ela dirigiu um episódio popular, mas estranho, da série Twin Peaks (1990).
Nos anos 1990 ela estava mais madura e repetiu o papel de Kay Corleone na terceira parte da trilogia de Coppola, The Godfather: Part III (1990). Voltou à comédia como a esposa de Steve Martin no remake Father of the Bride (br: O Pai da Noiva), de 1991. Com o sucesso da parceria, eles voltariam em Father of the Bride Part II (br: O Pai da Noiva: Parte II), de 1995. Em 1993 ela estrelou mais um filme de Woody Allen, Manhattan Murder Mystery (1993), que foi recebido com simpatia pelo público. Em 1995 recebeu elogios com Unstrung Heroes (1995), que cuidou da direção. Em As Filhas de Marvin (1997) brilhou ao lado de Leonardo DiCaprio e Meryl Streep, recebendo uma indicação ao Oscar de melhor atriz.
Do ano 2000 em diante investiu em filmes que retratavam sua veia de atriz cômica, em Alguém Tem Que Ceder (2003) brilhou ao lado de Keanu Reeves e Jack Nicholson, sendo novamente indicada ao Oscar de melhor atriz.

## Vida pessoal
Diane Keaton é a filha mais velha de Dorothy Deanne Keaton e de John Newton Hall. Ela tem duas irmãs, Dorrie Hall, Robin Hall e um irmão, Randy Hall. Diane adotou duas crianças, uma menina (Dexter Keaton) em 1996 e um menino ( Duke Keaton) em 2001.[carece de fontes?]. Embora Diane Keaton nunca tenha casado, ela viveu uma série de romances com atores da indústria cinematográfica. Após o término da relação com Woody Allen, ela namorou com Al Pacino e Warren Beatty. [carece de fontes?]. Ela não tem nenhum parentesco com Michael Keaton. Diane mudou o seu último nome para o nome de solteira da mãe (Keaton), porque o seu nome original Diane Hall já estava aparecendo no sindicato dos atores. De acordo com ela, Michael Keaton teve um problema semelhante com o nome natural (Michael Douglas) ao entrar no sindicato, entretanto ele escolheu "Keaton" porque ele gostou do nome de Diane.[carece de fontes?] Além de atuar, Diane Keaton também tem interesse em canto e em fotografia. [carece de fontes?]

## Filmografia

### Cinema
| Ano  | Título                                    | Personagem          | Notas                             |
| ---- | ----------------------------------------- | ------------------- | --------------------------------- |
| 1970 | Lovers and Other Strangers                | Joan Vecchio        |                                   |
| 1971 | Men of Crisis: The Harvey Wallinger Story | Renata Wallinger    | Curta-metragem                    |
| 1972 | The Godfather                             | Kay Adams-Corleone  |                                   |
| 1972 | Play It Again, Sam                        | Linda Christie      |                                   |
| 1973 | Sleeper                                   | Luna Schlosser      |                                   |
| 1974 | The Godfather Part II                     | Kay Adams Corleone  |                                   |
| 1975 | Love and Death                            | Sonja               |                                   |
| 1976 | I Will, I Will... for Now                 | Katie Bingham       |                                   |
| 1976 | Harry and Walter Go to New York           | Lissa Chestnut      |                                   |
| 1977 | Annie Hall                                | Annie Hall          | Óscar de Melhor Atriz             |
| 1977 | Looking for Mr. Goodbar                   | Theresa Dunn        |                                   |
| 1978 | Interiors                                 | Renata              |                                   |
| 1979 | Manhattan                                 | Mary Wilkie         |                                   |
| 1981 | The Wizard of Malta                       | Narrator            |                                   |
| 1981 | Reds                                      | Louise Bryant       | Indicada ao Óscar de Melhor Atriz |
| 1982 | Shoot the Moon                            | Faith Dunlap        |                                   |
| 1984 | The Little Drummer Girl                   | Charlie             |                                   |
| 1984 | Mrs. Soffel                               | Kate Soffel         |                                   |
| 1986 | Crimes of the Heart                       | Lenny Magrath       |                                   |
| 1987 | Radio Days                                | New Years Singer    |                                   |
| 1987 | Baby Boom                                 | J.C. Wiatt          |                                   |
| 1988 | The Good Mother                           | Anna Dunlop         |                                   |
| 1989 | The Lemon Sisters                         | Eloise Hamer        |                                   |
| 1990 | The Godfather Part III                    | Kay Adams Michelson |                                   |
| 1991 | Father of the Bride                       | Nina Banks          |                                   |
| 1993 | Manhattan Murder Mystery                  | Carol Lipton        |                                   |
| 1993 | Look Who's Talking Now                    | Daphne              | Dublagem                          |
| 1995 | Father of the Bride Part II               | Nina Banks          |                                   |
| 1996 | The First Wives Club                      | Annie Paradis       |                                   |
| 1996 | Marvin's Room                             | Bessie Wakefield    | Indicada ao Óscar de Melhor Atriz |
| 1997 | The Only Thrill                           | Carol Fitzsimmons   |                                   |
| 1999 | The Other Sister                          | Elizabeth Tate      |                                   |
| 2000 | Hanging Up                                | Georgia Mozell      |                                   |
| 2001 | Town & Country                            | Ellie Stoddard      |                                   |
| 2001 | Plan B                                    | Fran Varecchio      |                                   |
| 2003 | Something's Gotta Give                    | Erica Barry         | Indicada ao Óscar de Melhor Atriz |
| 2005 | Terminal Impact                           | Narrator            |                                   |
| 2005 | The Family Stone                          | Sybil Stone         |                                   |
| 2007 | Because I Said So                         | Daphne Wilder       |                                   |
| 2007 | Mama's Boy                                | Jan Mannus          |                                   |
| 2008 | Mad Money                                 | Bridget Cardigan    |                                   |
| 2008 | Smother                                   | Marilyn Cooper      |                                   |
| 2010 | Morning Glory                             | Colleen Peck        |                                   |
| 2012 | Darling Companion                         | Beth Winter         |                                   |
| 2013 | The Big Wedding                           | Ellie Griffin       |                                   |
| 2014 | And So It Goes                            | Leah                |                                   |
| 2014 | 5 Flights Up                              | Ruth Carver         |                                   |
| 2015 | Love the Coopers                          | Charlotte Cooper    |                                   |
| 2016 | Finding Dory                              | Jenny               | Dublagem                          |
| 2017 | Hampstead                                 | Emily Walters       |                                   |
| 2018 | Book Club                                 | Diane               |                                   |
| 2019 | Poms                                      | Martha              |                                   |
| 2020 | Father of the Bride, Part 3(ish)          | Nina Banks          | Curta-metragem                    |
| 2020 | Love, Weddings & Other Disasters          | Sara                |                                   |

### Televisão
| Ano  | Título                           | Personagem           | Notas                           |
| ---- | -------------------------------- | -------------------- | ------------------------------- |
| 1970 | Love, American Style             | Louise               | Episódio: "Love and Pen Pals"   |
| 1970 | Rod Serling's Night Gallery      | Nurse Frances Nevins | Episódio: "Room with a View"    |
| 1978 | The F.B.I.                       | Diane Britt          | Episódio: "Death Watch"         |
| 1978 | Mannix                           | Cindy Conrad         | Episodio: "The Color of Murder" |
| 1977 | The Godfather Saga               | Kay Adams Corleone   | 4 episódios                     |
| 1992 | Running Mates                    | Aggie Snow           | Telefilme                       |
| 1994 | Amelia Earhart: The Final Flight | Amelia Earhart       | Telefilme                       |
| 1997 | Northern Lights                  | Roberta Blumstein    | Telefilme                       |
| 2001 | Sister Mary Explains It All      | Sister Mary Ignatius | Telefilme                       |
| 2002 | Crossed Over                     | Beverly Lowry        | Telefilme                       |
| 2003 | On Thin Ice                      | Patsy McCartle       | Telefilme                       |
| 2006 | Surrender, Dorothy               | Natalie Swerdlow     | Telefilme                       |
| 2011 | Tilda                            | Tilda Watski         | Episódio piloto                 |
| 2016 | The Young Pope                   | Sister Mary          | 10 episódios                    |
| 2019 | Green Eggs and Ham               | Michellee            | Dublagem                        |

## Prêmios e indicações
| Ano  | Prêmio                                            | Categoria                                                 | Trabalho                         | Resultado | Ref |
| ---- | ------------------------------------------------- | --------------------------------------------------------- | -------------------------------- | --------- | --- |
| 1977 | Kansas City Film Critics Circle Awards            | Melhor Atriz                                              | Annie Hall                       | Venceu    |     |
| 1977 | New York Film Critics Circle Awards               | Melhor Atriz                                              | Annie Hall                       | Venceu    |     |
| 1977 | National Society of Film Critics Awards           | Melhor Atriz                                              | Annie Hall                       | Venceu    |     |
| 1977 | National Board of Review Awards                   | Melhor Atriz Coadjuvante                                  | Annie Hall                       | Venceu    |     |
| 1978 | Academy Awards                                    | Óscar de Melhor Atriz                                     | Annie Hall                       | Venceu    |     |
| 1978 | BAFTA Awards                                      | Melhor Atriz                                              | Annie Hall                       | Venceu    |     |
| 1978 | Golden Globe Awards                               | Melhor Atriz em Comédia ou Musical                        | Annie Hall                       | Venceu    |     |
| 1978 | Golden Globe Awards                               | Melhor Atriz em Filme Dramático                           | Looking for Mr. Goodbar          | Indicado  |     |
| 1979 | Fotogramas de Plata                               | Melhor Atriz Estrangeira                                  | Looking for Mr. Goodbar          | Venceu    |     |
| 1979 | Fotogramas de Plata                               | Melhor Atriz Estrangeira                                  | Interiors                        | Venceu    |     |
| 1979 | Jupiter Award                                     | Melhor Atriz Estrangeira                                  | Indicado                         |           |     |
| 1980 | BAFTA Awards                                      | Melhor Atriz                                              | Manhattan                        | Indicado  |     |
| 1980 | National Society of Film Critics Awards           | Melhor Atriz                                              | Manhattan                        | Indicado  |     |
| 1981 | Los Angeles Film Critics Association Awards       | Melhor Atriz                                              | Reds                             | Indicado  |     |
| 1981 | New York Film Critics Circle Awards               | Melhor Atriz                                              | Reds                             | Indicado  |     |
| 1982 | National Society of Film Critics Awards           | Melhor Atriz                                              | Reds                             | Indicado  |     |
| 1982 | David di Donatello Awards                         | Melhor Atriz Estrangeira                                  | Reds                             | Venceu    |     |
| 1983 | Academy Awards                                    | Óscar de Melhor Atriz                                     | Reds                             | Indicado  |     |
| 1983 | Golden Globe Awards                               | Melhor Atriz em Filme Dramático                           | Reds                             | Indicado  |     |
| 1983 | BAFTA Awards                                      | Melhor Atriz                                              | Reds                             | Indicado  |     |
| 1983 | Golden Globe Awards                               | Melhor Atriz em Filme Dramático                           | Shoot The Moon                   | Indicado  |     |
| 1983 | National Society of Film Critics Awards           | Melhor Atriz                                              | Shoot The Moon                   | Indicado  |     |
| 1983 | New York Film Critics Circle Awards               | Melhor Atriz                                              | Shoot The Moon                   | Indicado  |     |
| 1985 | Golden Globe Awards                               | Melhor Atriz em Filme Dramático                           | Mrs. Soffel                      | Indicado  |     |
| 1988 | Golden Globe Awards                               | Melhor Atriz em Comédia ou Musical                        | Baby Boom                        | Indicado  |     |
| 1988 | American Comedy Awards                            | Melhor Atriz Cômica                                       | Baby Boom                        | Indicado  |     |
| 1988 | National Society of Film Critics Awards           | Melhor Atriz                                              | Baby Boom                        | Indicado  |     |
| 1990 | Daytime Emmy Awards                               | Melhor Direção Especial (The Girl with The Crazy Brother) | CBS Schoolbreak Special          | Indicado  |     |
| 1991 | Hasty Pudding Theatricals                         | Mulher do Ano                                             | —                                | Venceu    |     |
| 1994 | Golden Globe Awards                               | Melhor Atriz em Comédia ou Musical                        | Manhattan Murder Mystery         | Indicado  |     |
| 1994 | CableACE Awards                                   | Melhor Atriz em Minissérie ou Telefilme                   | Runing Mates                     | Indicado  |     |
| 1995 | Primetime Emmy Awards                             | Melhor Atriz em Minissérie ou Telefilme                   | Amelia Earhart: The Final Flight | Indicado  |     |
| 1995 | Golden Globe Awards                               | Melhor Atriz em Minissérie ou Telefilme                   | Amelia Earhart: The Final Flight | Indicado  |     |
| 1995 | Screen Actors Guild Awards                        | Melhor Atriz em Minissérie ou Telefilme                   | Amelia Earhart: The Final Flight | Indicado  |     |
| 1995 | CableACE Awards                                   | Melhor Atriz em Minissérie ou Telefilme                   | Amelia Earhart: The Final Flight | Indicado  |     |
| 1995 | New York Women in Film & Television               | Troféu Musa                                               | —                                | Venceu    |     |
| 1996 | Awards Circuit Community Awards                   | Melhor Atriz                                              | Marvin's Room                    | Indicado  |     |
| 1997 | Academy Awards                                    | Óscar de Melhor Atriz                                     | Marvin's Room                    | Indicado  |     |
| 1997 | Prêmios Critics' Choice Movie                     | Melhor Atriz                                              | Marvin's Room                    | Indicado  |     |
| 1997 | Screen Actors Guild Awards                        | Melhor Atriz Principal                                    | Marvin's Room                    | Indicado  |     |
| 1997 | Screen Actors Guild Awards                        | Melhor Elenco em Cinema                                   | Marvin's Room                    | Indicado  |     |
| 1997 | American Comedy Awards                            | Melhor Atriz Cômica                                       | The First Wives Club             | Indicado  |     |
| 1997 | Women in Film Crystal Awards                      | Troféu Cristal (com Goldie Hawn e Bette Midler)           | The First Wives Club             | Venceu    |     |
| 1997 | Golden Apple Awards                               | Melhor Artista Feminina                                   | The First Wives Club             | Venceu    |     |
| 1997 | National Board of Review Awards                   | Melhor Elenco                                             | The First Wives Club             | Venceu    |     |
| 1997 | Prémio Online Film & Television Association       | Melhor Som Adaptado (com Goldie Hawn e Bette Midler)      | The First Wives Club             | Indicado  |     |
| 1998 | Elle Women in Hollywood Awards                    | Ícone Award                                               | Homenagem                        | Venceu    |     |
| 2001 | Festival Internacional de Cinema de Santa Bárbara | Melhor Atriz                                              | Hanging Up                       | Venceu    |     |
| 2001 | Festival Internacional de Cinema de Santa Bárbara | Troféu Artista Moderna                                    | Ela mesma                        | Venceu    |     |
| 2003 | Southeastern Film Critics Association Awards      | Melhor Atriz                                              | Something's Gotta Give           | Venceu    |     |
| 2003 | National Board of Review Awards                   | Melhor Atriz                                              | Something's Gotta Give           | Venceu    |     |
| 2004 | Academy Awards                                    | Óscar de Melhor Atriz                                     | Something's Gotta Give           | Indicado  |     |
| 2004 | Golden Globe Awards                               | Melhor Atriz em Comédia ou Musical                        | Something's Gotta Give           | Venceu    |     |
| 2004 | Screen Actors Guild Awards                        | Melhor Atriz Principal                                    | Something's Gotta Give           | Indicado  |     |
| 2004 | Prêmios Critics' Choice Movie                     | Melhor Atriz                                              | Something's Gotta Give           | Indicado  |     |
| 2004 | Iowa Film Critics Awards                          | Melhor Atriz                                              | Something's Gotta Give           | Venceu    |     |
| 2004 | AARP Movies for Grownups Awards                   | Melhor Atriz                                              | Something's Gotta Give           | Venceu    |     |
| 2004 | AARP Movies for Grownups Awards                   | Melhor História de Amor                                   | Something's Gotta Give           | Venceu    |     |
| 2004 | Satellite Awards                                  | Melhor Atriz em Comédia ou Musical                        | Something's Gotta Give           | Venceu    |     |
| 2004 | US Comedy Arts Festival                           | Troféu AFI                                                | Something's Gotta Give           | Venceu    |     |
| 2004 | Dallas-Fort Worth Film Critics Association Awards | Melhor Atriz                                              | Something's Gotta Give           | Indicado  |     |
| 2004 | Phoenix Film Critics Society Awards               | Melhor Atriz                                              | Something's Gotta Give           | Indicado  |     |
| 2004 | Prémio Online Film & Television Association       | Calçada da Fama OFTA                                      | Something's Gotta Give           | Venceu    |     |
| 2004 | Prism Awards                                      | Melhor Minissérie ou Telefilme                            | On This Ice                      | Venceu    |     |
| 2004 | Prism Awards                                      | Melhor Atriz em Minissérie ou Telefilme                   | On This Ice                      | Indicado  |     |
| 2005 | New York Film Critics Circle Awards               | Melhor Atriz                                              | The Family Stone                 | Indicado  |     |
| 2006 | AARP Movies for Grownups Awards                   | Melhor História de Amor                                   | The Family Stone                 | Venceu    |     |
| 2006 | Satellite Awards                                  | Melhor Atriz Coadjuvante em Comédia ou Musical            | The Family Stone                 | Indicado  |     |
| 2007 | Film Society of Lincoln Center                    | Troféu Gala                                               | —                                | Venceu    |     |
| 2008 | Framboesa de Ouro                                 | Pior Atriz                                                | Because I Said So                | Indicado  |     |
| 2011 | AARP Movies for Grownups Awards                   | Melhor Atriz Coadjuvante                                  | Morning Glory                    | Indicado  |     |
| 2014 | Festival Internacional de Cinema de Zurique       | Troféu Ícone de Ouro                                      | —                                | Venceu    |     |
| 2016 | AARP Movies for Grownups Awards                   | Melhor História de Amor                                   | 5 Flights Up                     | Venceu    |     |
| 2016 | Behind the Voice Actors Awards                    | Melhor Dublagem em Filme                                  | Procurando Dory                  | Indicado  |     |
| 2017 | Monte-Carlo TV Festival                           | Melhor Atriz em Série Dramática                           | The Young Pope                   | Indicado  |     |
| 2017 | Prémio Online Film & Television Association       | Melhor Atriz Coadjuvante em Minissérie ou Telefilme       | The Young Pope                   | Indicado  |     |
| 2017 | American Film Institute                           | Homenagem                                                 | Carreira                         | Venceu    |     |
| 2018 | David di Donatello Awards                         | Prêmio Especial                                           | Carreira                         | Venceu    |     |
| 2020 | Alliance of Women Film Journalists                | Atriz Que Precisa de um Novo Agente                       | Poms                             | Indicado  |     |